# Antonio Rodríguez Dovale
Antonio Rodríguez Dovale (* 4. April 1990 in A Coruña), auch unter dem Namen Toni Dovale bekannt, ist ein ehemaliger spanischer Fußballspieler.

## Karriere
Das Fußballspielen lernte Antonio „Toni“ Dovale in den Jugendmannschaften von Obradoiro, des FC Barcelona sowie Celta Vigo. Bei Celta Vigo unterschrieb er 2007 auch seinen ersten Vertrag. Von 2007 bis 2010 spielte er für die 2. Mannschaft in der dritten Liga, der Segunda División B. Für die 1. Mannschaft spielte er von 2009 bis 2012 in der Zweiten Liga und von 2012 bis 2014 in der Ersten Liga. 2011 wurde er an den Zweitligisten SD Huesca nach Huesca ausgeliehen. Im März verließ er Spanien und schloss sich Sporting Kansas City, einem Verein der Major League Soccer, an. Nach 19 Spielen für den Club kehrte er 2015 wieder in seine Heimat zurück. Hier spielte er eine Saison für den Zweitligisten CD Lugo. Im gleichen Jahr wechselte er zum Ligakonkurrenten CD Leganés nach Leganés, einem südlichen Vorort von Madrid. 2016 wurde der Verein Vizemeister und stieg somit in die Primera División auf. Der Zweitligist Rayo Vallecano nahm ihn 2017 unter Vertrag. Im Juli verließ er den Club und wechselte nach Indien, wo er sich dem in der Indian Super League spielenden Bengaluru FC anschloss. Nach Auslaufen des Vertrags war er von Juli bis Anfang September 2018 vereinslos. 2018 kehrte er wieder zurück nach Europa. In Zypern unterschrieb er einen Vertrag bei Nea Salamis Famagusta. Anfang 2019 bis Mai 2019 wurde er an den indischen East Bengal Club ausgeliehen. Nach Vertragsende in Zypern ging er im Juli 2019 nach Thailand und schloss sich dem Zweitligisten Navy FC aus Sattahip an. Ende 2019 wurde sein Vertrag nicht verlängert. Von Januar 2020 bis Anfang Januar 2021 war er vertrags- und vereinslos. Am 5. Januar 2021 verpflichtete ihn der spanische Drittligist CD El Ejido. Für den Verein aus El Ejido bestritt er 18 Ligaspiele. Im September 2021 zog es ihn wieder nach Asien, wo er sich in Hongkong den Erstligisten Eastern AA anschloss. Viermal stand er für Eastern in der ersten Liga auf dem Rasen. Von Juli 2022 bis September 2022 war er vertrags- und vereinslos. Der spanische Verein Coruxo FC aus Vigo nahm ihn am 1. Oktober 2022 unter Vertrag. Mit dem Verein spielte er zweimal in der vierten Liga. Am 20. März 2023 beendete er seine Karriere als Fußballspieler.

## Erfolge
Bengaluru FC
- Indian Super League

Vizemeister: 2017/2018
- Super Cup (Indien)

Sieger: 2018
East Bengal Club
- I-League

Vizemeister: 2018/2019
Celta Vigo
- Segunda División

2. Platz: 2011/12
CD Leganés
- Segunda División

2. Platz: 2015/16